# Poblados del Sur
Poblados del Sur (en valenciano y oficialmente Pobles del Sud o también Poblats del Sud) es el distrito número 19 de la ciudad de Valencia (España). Está compuesto por siete poblaciones, anexionadas a Valencia en 1877, a la vez que Ruzafa, a cuyo municipio pertenecían. Estas poblaciones, con consideración de barrio, son: Horno de Alcedo, Castellar-Oliveral, Pinedo, El Saler, El Palmar, El Perellonet, La Torre y Faitanar. Su población censada en 2022 era de 21.289 habitantes según el Ayuntamiento de Valencia. Es el distrito más extenso de Valencia, aunque uno de los menos poblados, ya que se trata de un territorio disperso y rural, la mayoría del terreno está todavía ocupada por la huerta y la Albufera de Valencia.

## Política
Los Poblados del Sur dependen del ayuntamiento de Valencia en consideración de distrito. Sin embargo, dada su condición de poblamiento rural, cuenta, de acuerdo con las leyes estatales y autonómicas pertinentes, con siete alcaldes de barrio que se encargan de velar por el buen funcionamiento del barrio y de las relaciones cívicas, firmar informes administrativos y elevar al ayuntamiento de la ciudad las propuestas, sugerencias, denuncias y reclamaciones de los vecinos. Las alcaldías de barrio se encuentran en Castellar-Oliveral, El Palmar, El Perellonet, El Saler, Forn d'Alcedo, La Torre y Pinedo.